# Kobzar (muzikant)

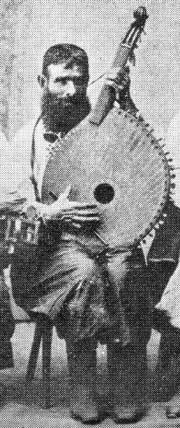
Kobzar Petro Semenovych Drevchenko (1863 – 1934), ook bekend als Drevkin en Drygavka, leerling van Hnat Tykhonovych Honcharenko en waarschijnlijk gestorven tijdens de hongersnood in Oekraïne.

Een kobzar (Oekraïens: кобзар) is een rondtrekkende Oekraïense troubadour, minstreel of zanger. Deze zangers waren vaak blind en kwamen veelvuldig voor in de 19de eeuw. Kobzar betekent letterlijk een kobzaspeler. Een kobza is een Oekraïens snaarinstrument (Sachs-Hornbostel classificatie nummer 321.321-5+6) uit de luit/aartsluit instrumenten groep. In het spraakgebruik betekent kobzar een uitvoerder van de muzikale erfenis van de Kobzartraditie.

## Traditie
De kobzar-traditie stam uit de Kozakken-Hetman-periode in de zestiende eeuw. Het gezang van de kobzar werd begeleid door muzikale instrumenten zoals de kobza, bandoera (Oekraïens: Банду́ра) of een lier. Het repertoire werd voornamelijk gevonden in liturgische psalmen en kanty-gezangen. Kanty zijn gezangen in een eenvoudige driestemmige zetting van Pools-Oekraïense herkomst. Oorspronkelijk met een religieuze inhoud, later ook op een inhoud met wereldlijke zaken en/of heldendaden, de zogenaamde Duma, een episch gezang.

## Organisatie
In Oekraïne organiseerden de kobzars zich in Gildes of broederschappen, bekend als Kobzars'kyj Tsekh (Oekraïens: КобзарськийЦех). Ze doorliepen een leertijd van ongeveer drie jaar voordat ze de eerste examens aflegden om kobzar te worden. In de negentiende eeuw waren er drie regionale kobzar-scholen in de regio Tsjernihiv, Poltava en Slobozhan-regio. Deze laatste regio was een onderdeel van de Charkov-regio en volgde deze traditie. Deze scholen hadden onderscheidende repertoires en speelstijlen.
De gildes werkten samen, ook in de leerlingfase, met de Orthodoxe Kerk, broederschappen hadden elk een verbintenis met een specifieke kerk. In deze kerk had het gilde de zorg over een bepaalde icoon of gaven aan deze kerk specifieke nieuwe religieuze voorwerpen (Kononeko, pagina 568–9) De Orthodoxe Kerk was echter vaak zeer achterdochtig en soms zelf vijandig ten opzichte van de kobzars.

## Einde van de gildes
Het gilde van de kobzar eindigde in het midden van de jaren 1930 ten tijde van de Oekraïense SSR tijdens Stalins transformatie van de landelijke leefgemeenschap, wat ook de verbanning en liquidatie van de kobzars in Oekraïne inhield. De kobzar-optredens werden vervangen door optredens van folkloristische muziek en klassieke muziek en het gebruik van de bandoera.

## Recente opleving van de gildes
In de jaren 1990 werd het kobzar-gilde nieuw leven ingeblazen door de bandoeristen Heorhy Tkachenko, Mykola Budnyk en Mykhailo Khai, om de oude muziekvorm en traditie weer te doen herleven. Het gilde heeft ongeveer 200 leden en afdelingen in Kiev, Charkov en Poltava.

## Andere betekenis van het woord kobzar
- Kobzar is ook een gedichten- en prozaboek van Taras Sjevtsjenko, de grote nationale kunstenaar, dichter en tekstschrijver van Oekraïne.
- Kobzar wordt soms gebruikt voor de draailierspelers uit Wit-Rusland, Oost-Polen en Wolynië in Oekraïne. Deze draailierspelers worden daar beschouwd als kobzar.[3][4].
- Doedelzakspelers uit Polen staan in sommige streken van Polen bekend als Kobziarza, (doedelzak is daar een kobza,  Kozioł of koza).

## Afbeeldingen

### Kobzars

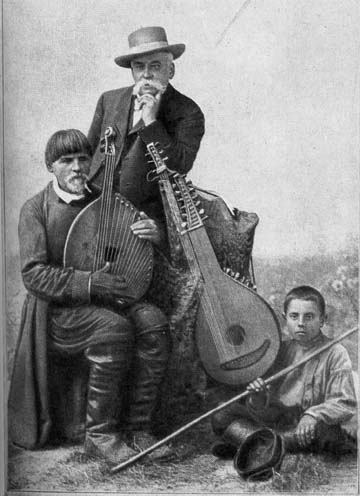
Hnat Tykhonovych Honcharenko (1835–1917) (links), Oleksander Borodai bespeelt een torban[5], met zijn gids.
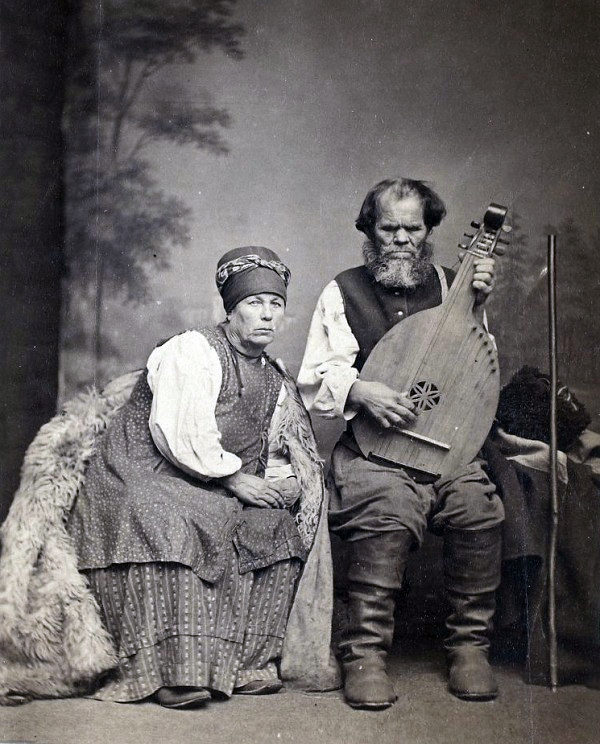
Ostap Mykytovych Veresai (1803 - 1890). Waarschijnlijk de bekendste Oekraïense kobzar en bandoerist uit de 19de eeuw, met zijn echtgenote Kulyna. De afbeelding werd in 1873 gemaakt tijdens zijn optreden op een congres te Kiev.
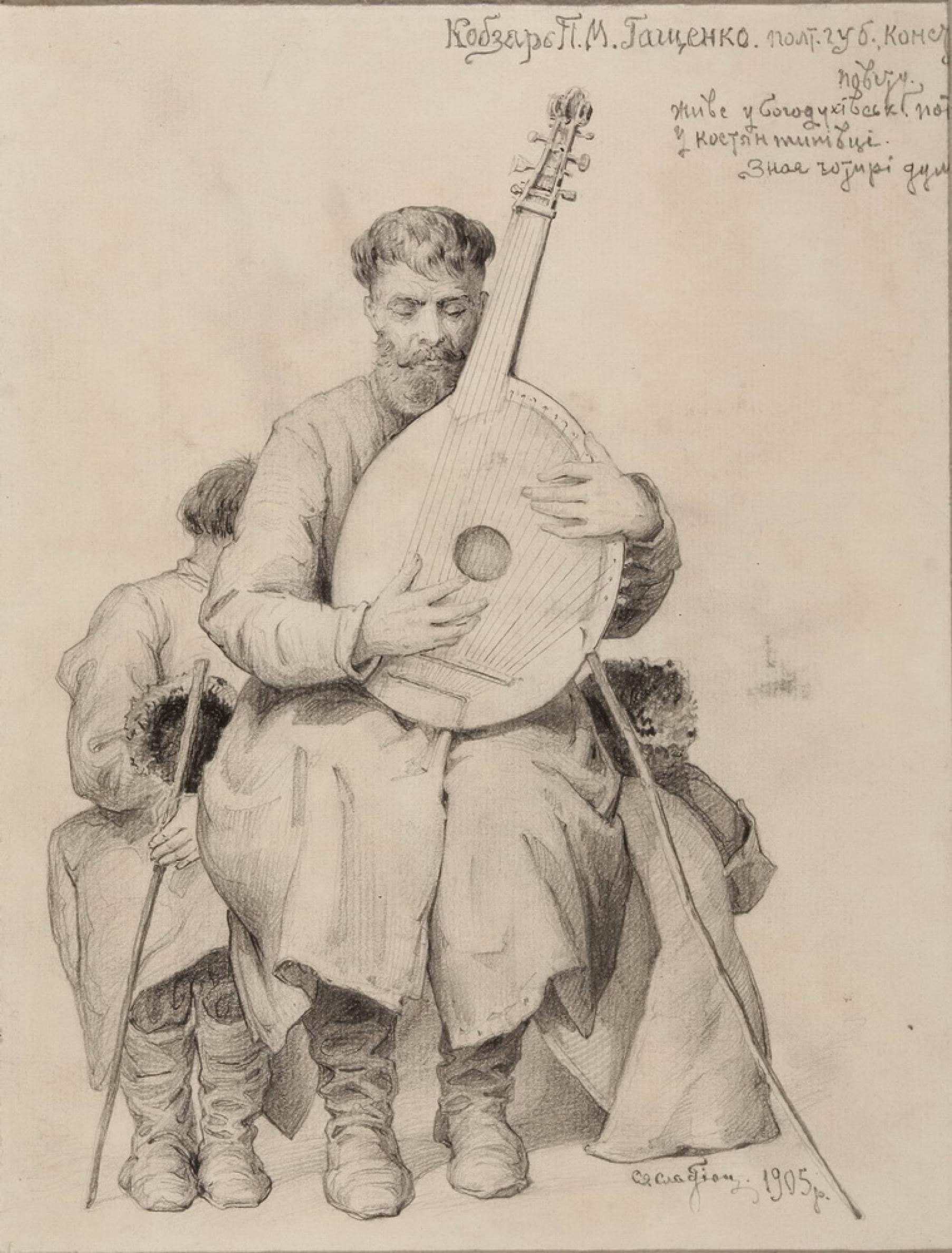
Pavlo Ivanovych Hashchenko (? -1933), Kobzar uit de regio Poltava.
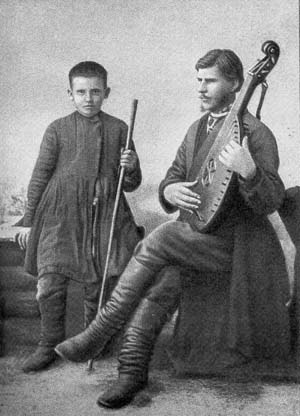
Ivan Iovych Kuchuhura-Kucherenko (Oekraïens: Іван Іович Кучугура-Кучеренко), 07 juli 1878 - 24 november 1937 rechts, leerling van kobzar Pavlo Hashchenko. Gefusilleerd in 1937.
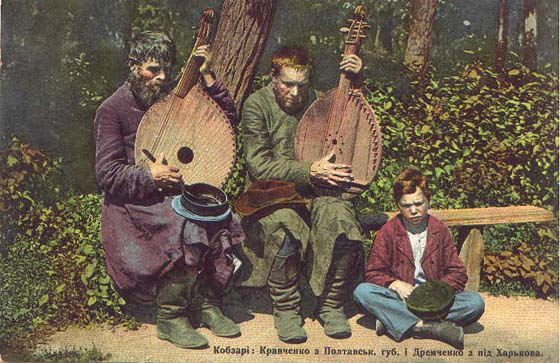
Kobzar Drevchenko (links) uit de regio Kharkiv, en kobzar Kravchenko (rechts) uit de regio Poltava, met hun jonge gids. Samenkomst in Kharkiv, ingekleurde opname uit 1902.
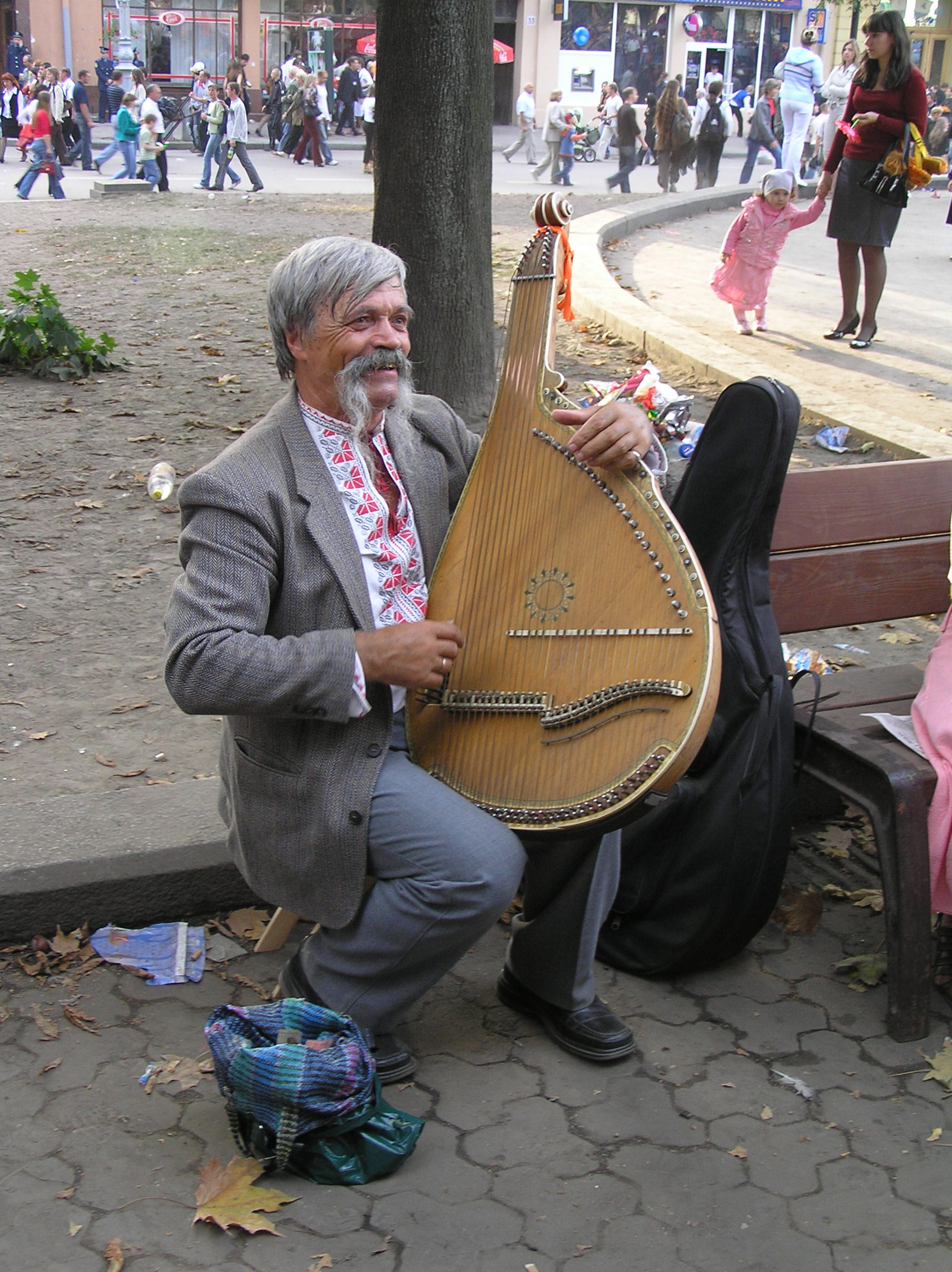
Een moderne Kobzar en Bandoeraspeler in Lviv (2006)

### Kobzar-monumenten

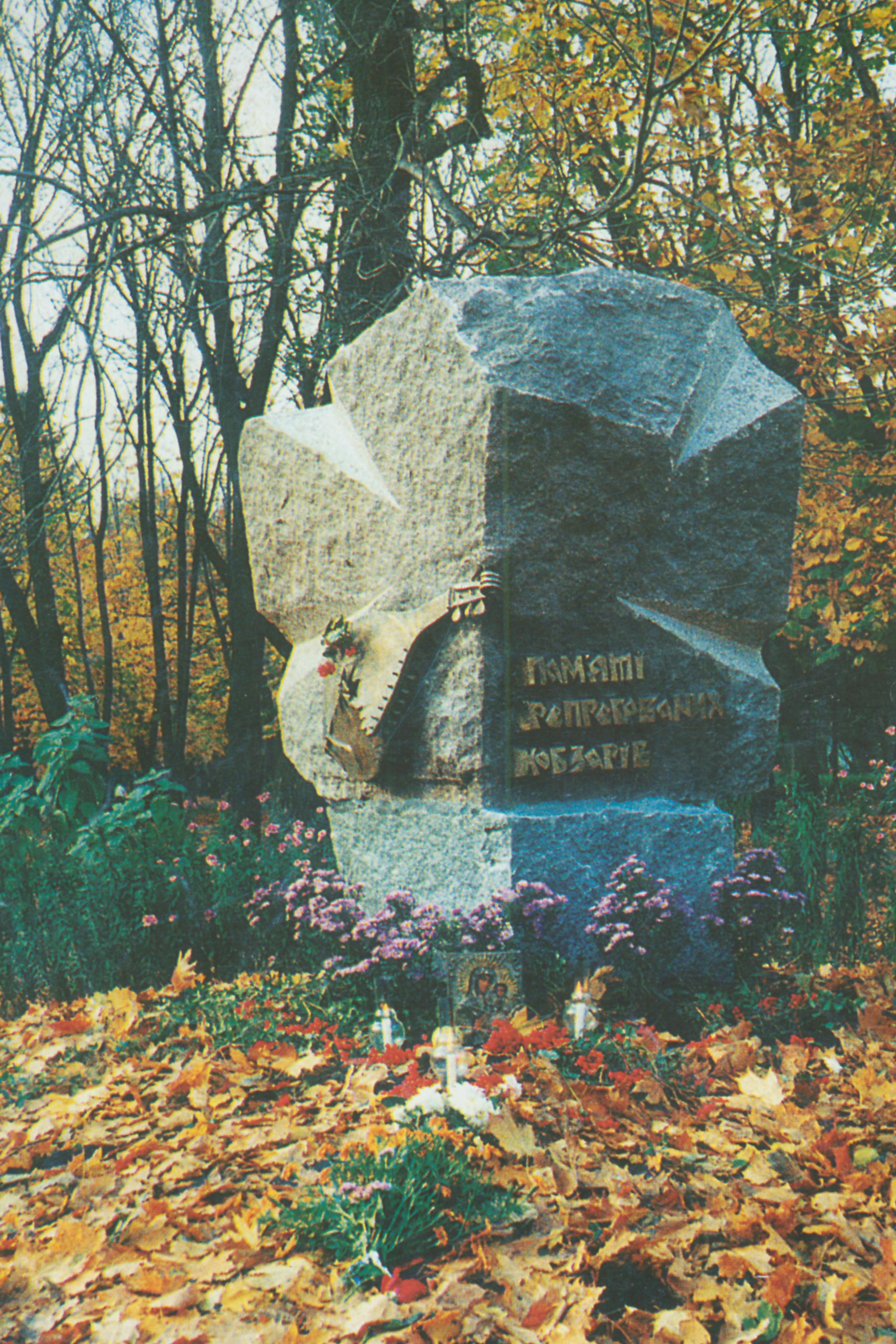
Monument voor de vermoorde Kobzars, uit de Stalin periode, in Charkov.
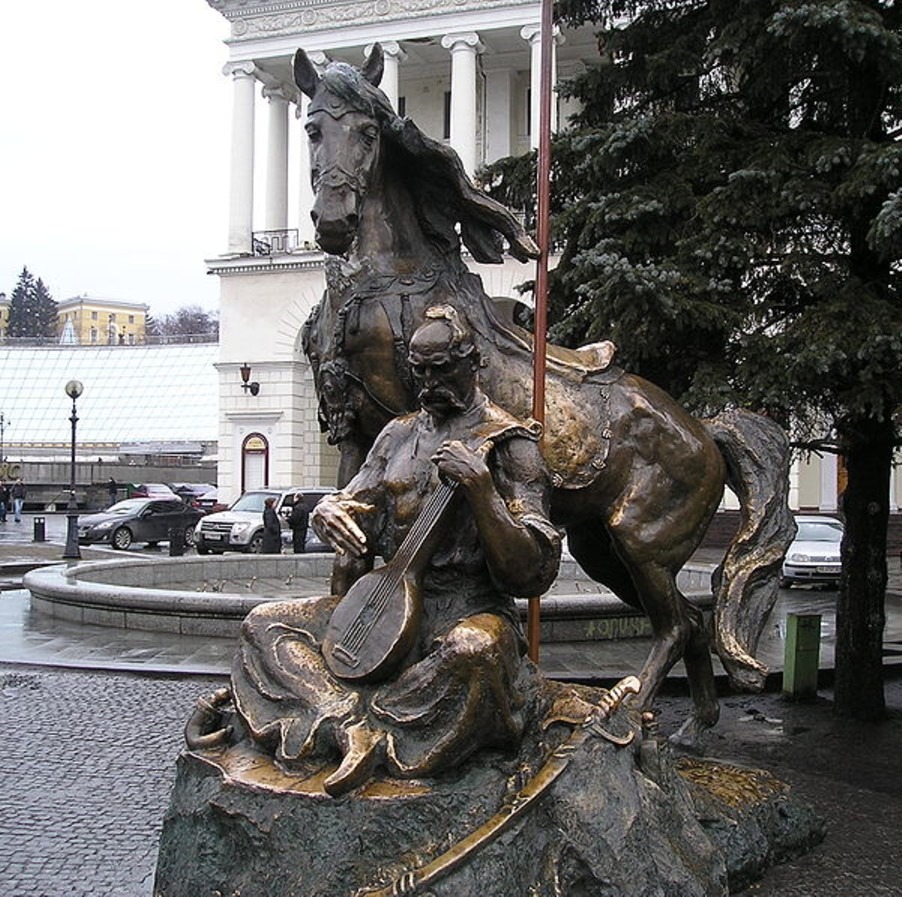
Kiev, De Kozak Mamay (Oekraïens: Козак Мамай) is een folkloristisch persoon uit Oekraïne sinds de zeventiende eeuw. Uitgebeeld met de Kobzar attributen.

### Kobzar-instrumenten

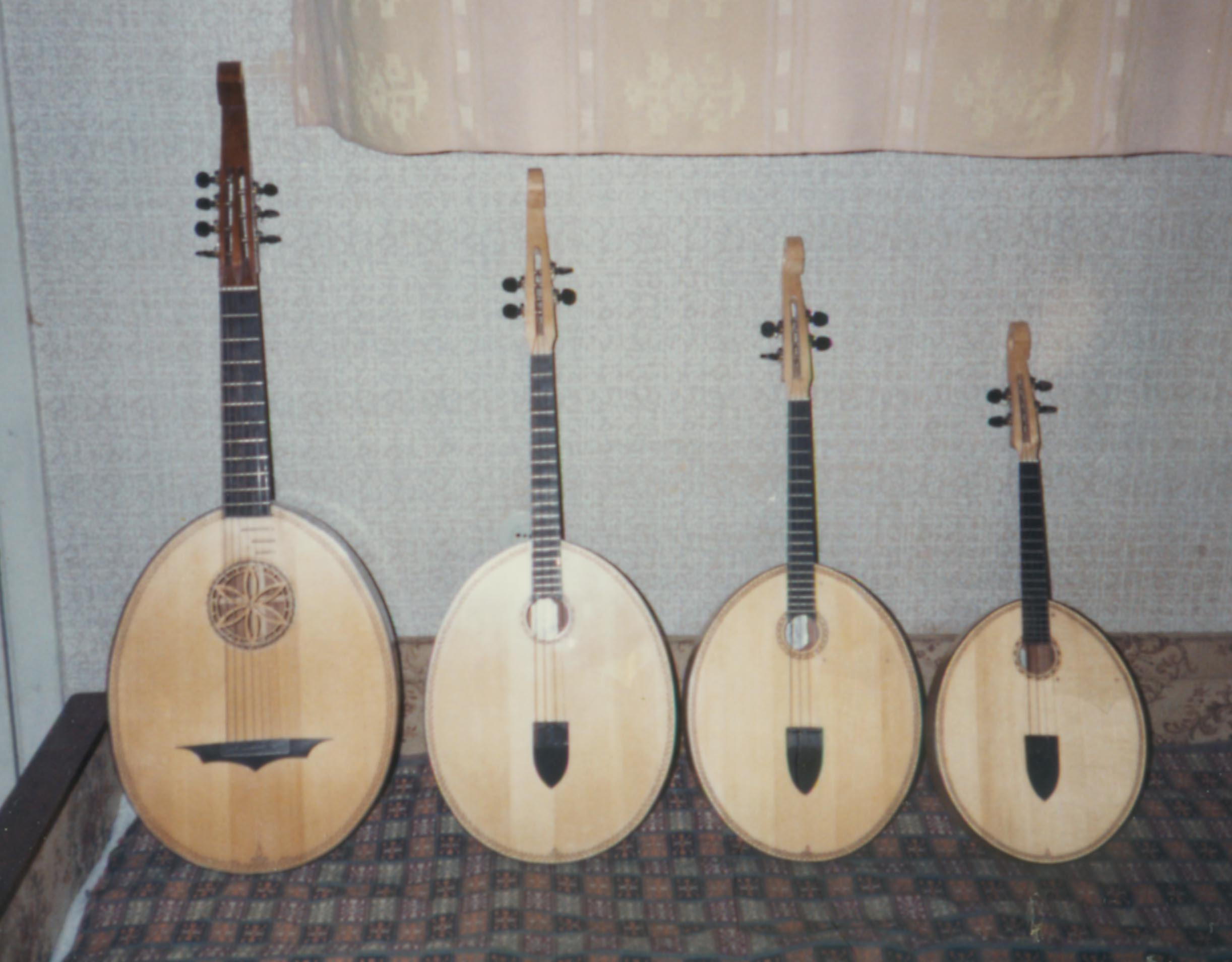
Oekraïense Kobzas
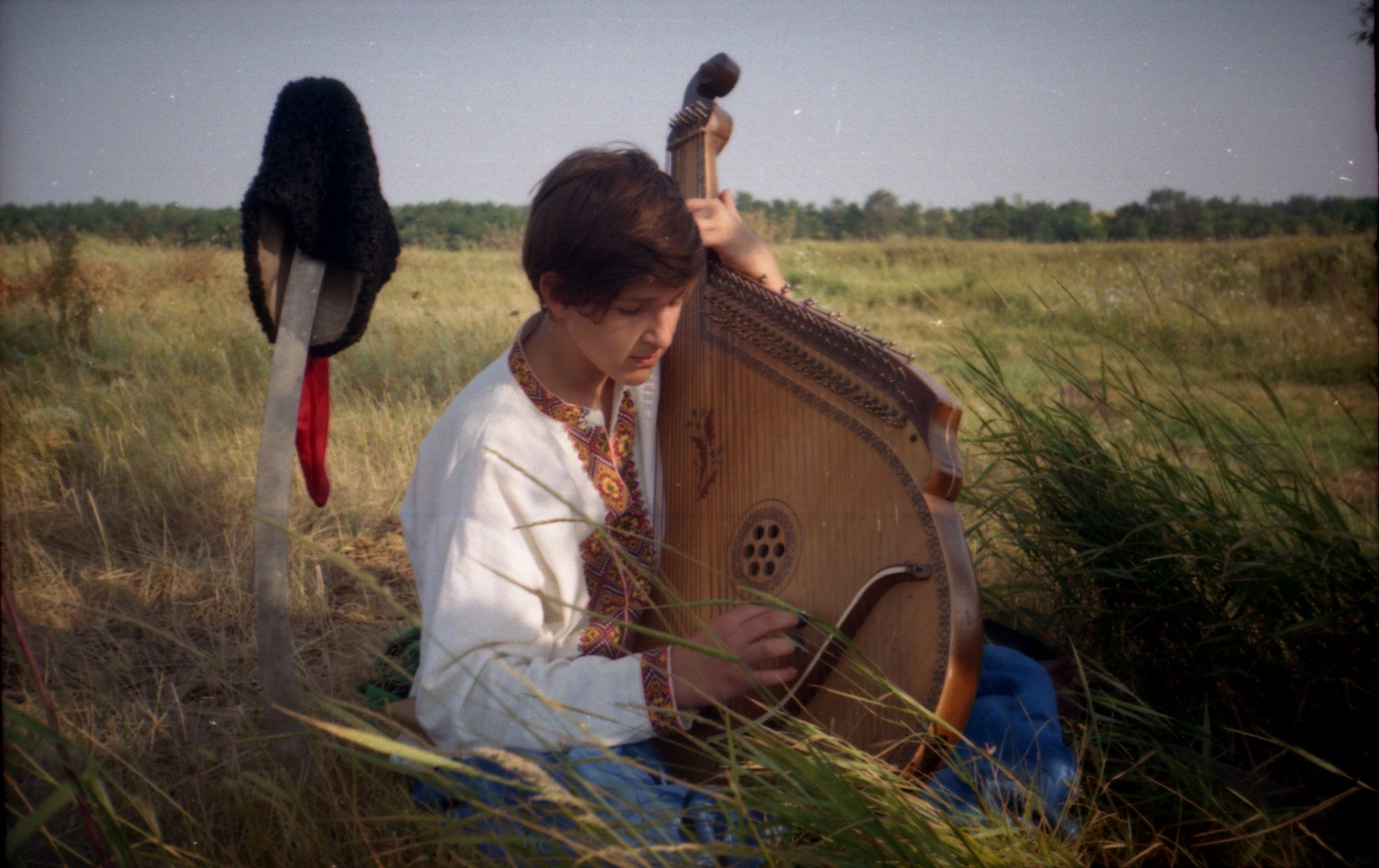
Bandoerist Danylo Nosko (Oekraïens: Бандурист Данило Носко) uit Oekraïne.

### Kobzar begrippen

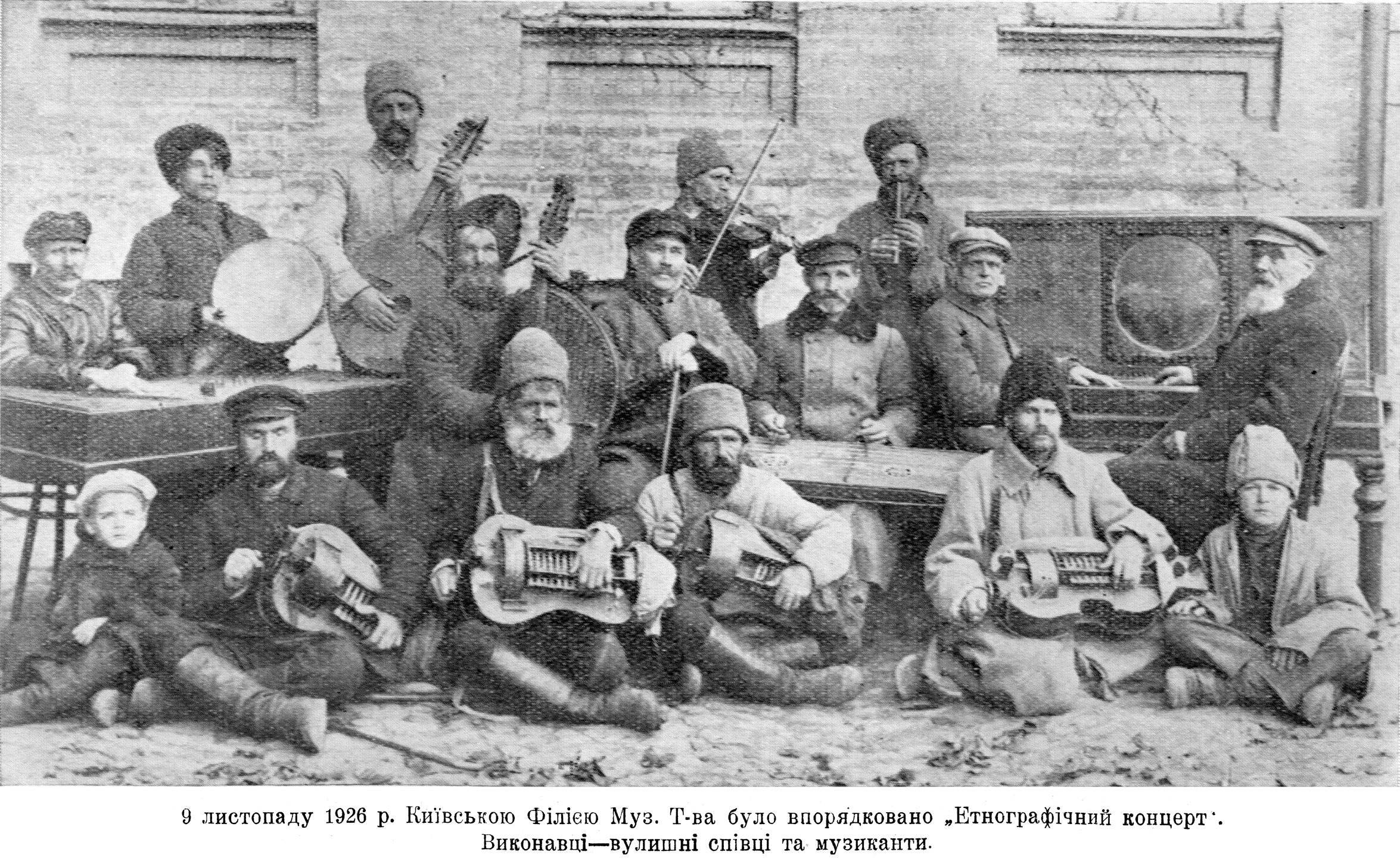
Kobzars bijeenkomst in Kiev, 1926.
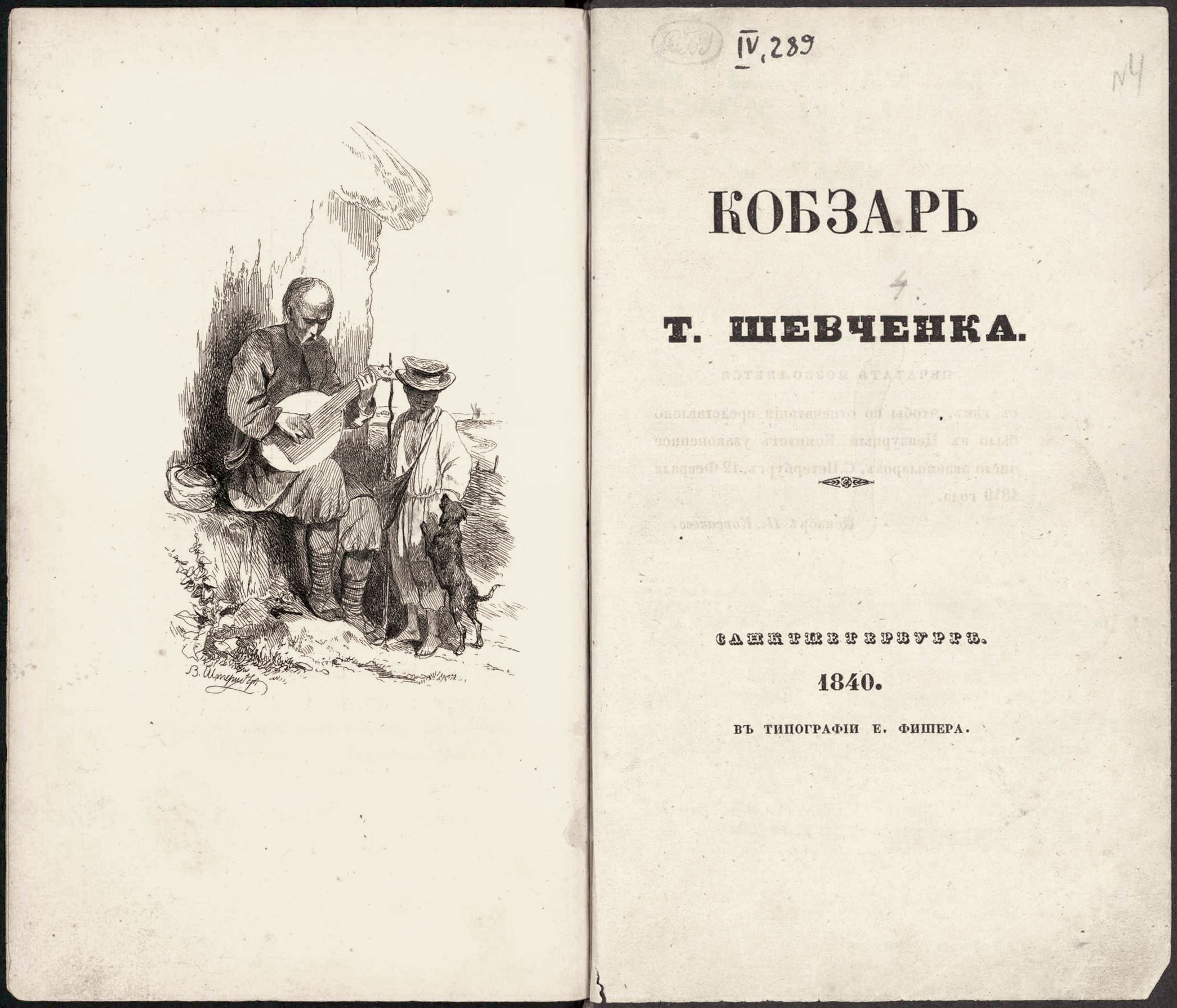
Taras Sjevtsjenko. Omslag van de eerste druk van de Kobzar, 1840.
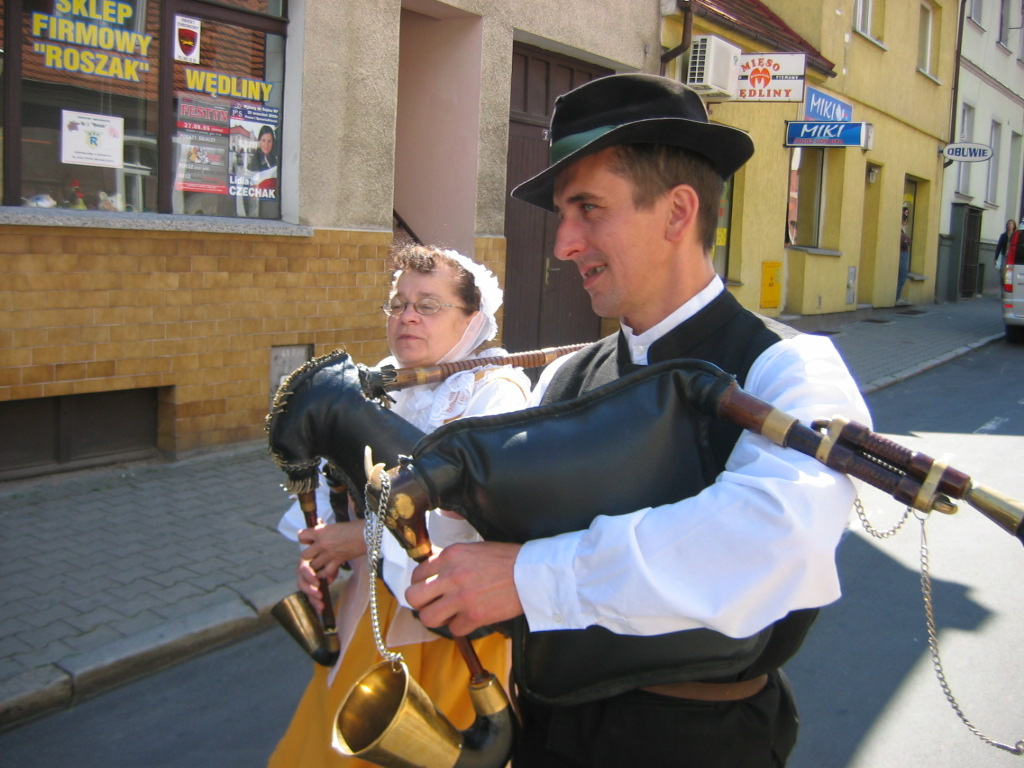
Doedelzakspelers uit Polen (Dudy Wielkopolskie). De man bespeelt de Dudy wielkopolskie, de vrouw de Kozioł czarny.
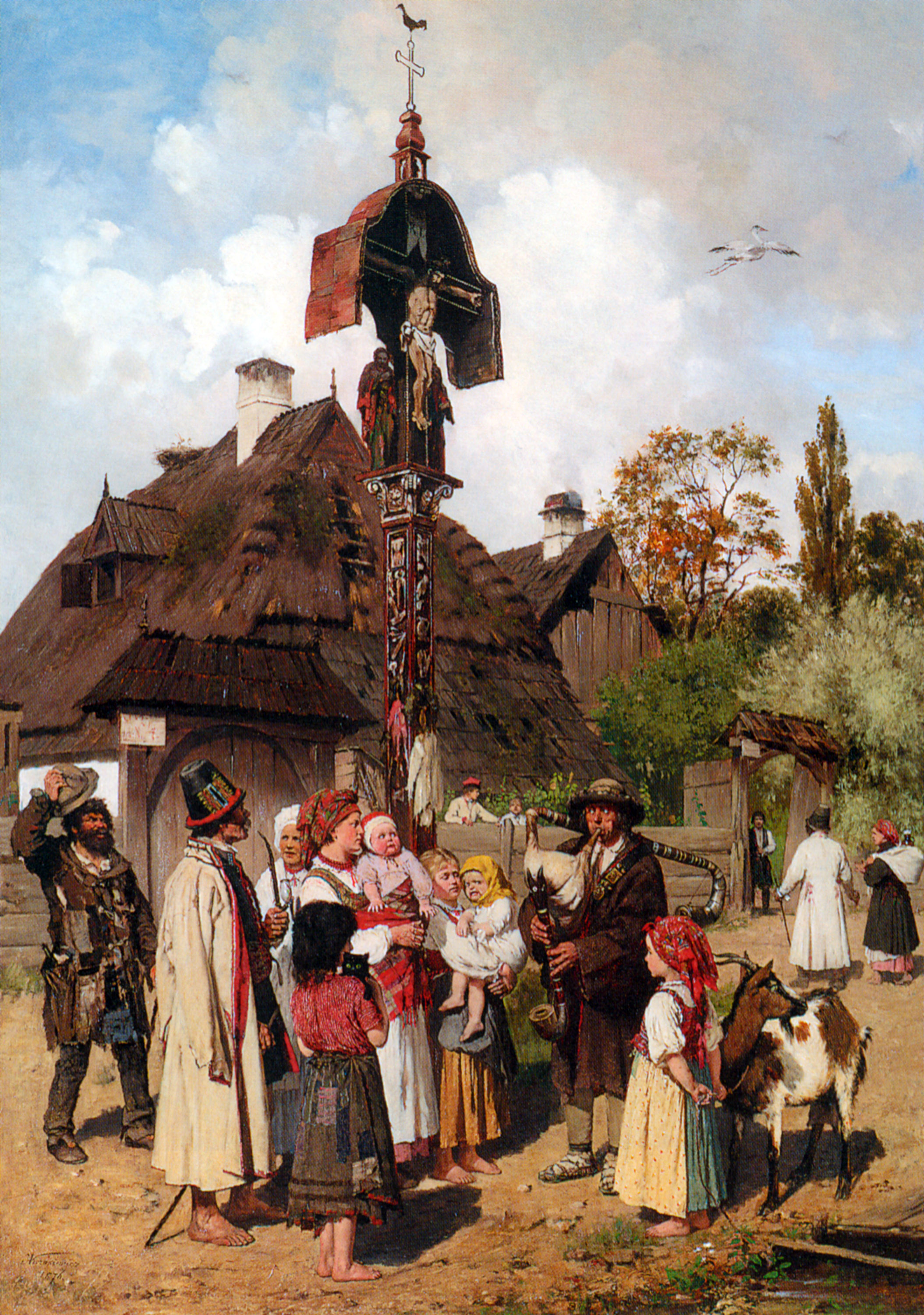
Koncert kobziarza, Kobzar bespeelt de doedelzak. van Antoni Kozakiewicz (?-1841(Krakau) - 3 januari 1929 (Krakau). 1876, Olieverf op linnen, 92,5 × 66,5 cm.